# Sjirak
Sjirak (Armeens: Շիրակ; [ʃiˈɾɑk]ⓘ) is een van de provincies ("marz") van Armenië. Het ligt in het noordwesten van het land, waar het grenst aan Turkije in het westen en Georgië in het noorden. De hoofdstad is Gjoemri, de tweede stad van het land.
Geografisch is het een bergachtig gebied met weidse woestijnachtige steppen in het hoogland. Sjirak grenst aan de volgende marzer (provincies):
- Lori - oosten
- Aragatsotn - zuiden

## Demografie
Sjirak telt ongeveer 239.300 inwoners in 2016, waarvan 139.900 in stedelijke nederzettingen en 99.400 in dorpen op het platteland. In 2012 woonden er nog ongeveer 251.300 inwoners, waarvan 146.300 in stedelijke gebieden en ongeveer 105.000 in dorpen op het platteland. Het aantal inwoners bedroeg in 2001 nog 283.400. 
De meeste inwoners zijn Armeniërs (99.1 procent). 
Het geboortecijfer bedraagt 13,7‰ in 2016. Het sterftecijfer bedraagt 10,9‰ in dezelfde periode. De natuurlijke bevolkingstoename bedraagt ongeveer +2,9‰. Toch daalt de bevolking vanwege emigratie.